# Gaurax fascipes
Gaurax fascipes är en tvåvingeart som beskrevs av Becker 1910. Gaurax fascipes ingår i släktet Gaurax och familjen fritflugor. Arten är reproducerande i Sverige. Inga underarter finns listade i Catalogue of Life.